# بيتش بوي ريفرسايد
بيتش بوي ريفرسايد (باليابانية: ピーチボーイリバーサイド، بالروماجي: Pīchi Bōi Ribāsaido) سلسلة مانغا يابانية من تأليف كولكيوشينجا [الإنجليزية] ورسوم جوهان تصدر في مجلة (شونين ماغازين آر) عن نشر كودانشا منذ أغسطس 2015، حصلت المانغا على أنمي تلفزيوني من إنتاج اساهي برودكشن تم عرضه بين يوليو وسبتمبر 2021.

## القصة
تقع أحداث القصة في عالم تتحارب فيه الغيلان مع البشر نتيجة عداء فطري بين الطرفين، تحديدًا تدور القصة حول أميرة تدعى سالي والتي تؤمن بأن البشر والغيلان يمكن أن يتعايشوا معًا دون أن يباد أحدها، تترك مملكتها لتسافر على أمل تحقيق هدفها بتحقيق السلم بين الطرفين لكن هدفها يتعارض مع قوة خاصة تملكها تدعى «موموتارو» التي تمثل العداء النقي للغيلان والتي تمكنها من قتالهم بفاعلية وتولد عندها شعور بالرضا عند قتلهم وهي القوة ذاتها التي يملكها ميكوتو الشاب المسافر الذي يتصدى للغيلان ويقتلها أينما يجدها، تحاول سالي جاهدة أن تحقق هدفها والتحكم في قوتها.
خلال مسيرتها تتعرف سالي على نصف بشرية ونصف أرنبة تدعى فراو، وعلى الغولة كاروت التي خسرت قواها، والبشري الجندي هورثون الذي خسر عمله بعد دمار مملكته.

## الشخصيات
سالي (サリー، Sarī) / سالذرين ألداراك (サルトリーヌ・アルダレイク، Sarutorīnu Arudareiku)
أداء صوتي: هاروكا شيرايشي
ميكوتو كيبيتسو (キビツ ミコト، Kibitsu Mikoto)
أداء صوتي: ناو توياما
فراو (フラウ، Furau)
أداء صوتي: ماو
هورثون غراتور (ホーソン・グラトール، Hōson Guratōru)
أداء صوتي: توشيكي ماسودا
كاروت (キャロット، Kyarotto) / ميكي (眼鬼، Meki)
أداء صوتي: ميغومي تودا
الكلب (犬، Inu)
أداء صوتي: جيرو سايتو [الإنجليزية]
ويني إيماكس (ウィニー・エメクス، Winī Emekusu)
أداء صوتي: هاروكا توماتسو
ميليا (ミリア، Miria) / هاتسوكي (髪鬼، Hatsuki)
أداء صوتي: مايو مينيدا
سوميراغي (皇鬼، Sumeragi)
أداء صوتي: دايسكي هيراكاوا
تودوروكي (轟鬼، Todoroki)
أداء صوتي: ميساتو موراي
جوسيلينو (ジュセリノ، Juserino)
أداء صوتي: يوريكا كوبو
أتلا (アトラ، Atora)
أداء صوتي: يوكو سوزوهانا [الإنجليزية]
تشوكي (忠鬼، Chūki)
أداء صوتي: تاكو ياشيرو
كيوكيتسكي (吸血鬼، Kyūketsuki)
أداء صوتي: ساتوشي ميكامي
كيكي (樹鬼، Kiki)
أداء صوتي: موغيهيتو
دامينكي (惰眠鬼، Daminki)
أداء صوتي: ماسومي تازاوا [الإنجليزية]
هيكو (彦، Hiko)
أداء صوتي: توشيوكي موريكاوا
نوبوريغا (ノブレガ، Noburega)
أداء صوتي: شونسكي تاكيوتشي

## وسائط

### مانغا
بيتش بوي ريفرسايد مانغا كتابة ورسوم كولكيوشينجا [الإنجليزية] بدأت أولًا بالصدور على صفحة (شونين يونغ في آي بي) لمانغا الويب التابع لموقع (نيتشا) منذ يناير 2008، أعيد إنتاج بكتابة كولكيوشينجا [الإنجليزية] ورسوم (جوهان) لتصدر في مجلة (شونين ماغازين آر) لدار نشر كودانشا منذ أغسطس 2015 بالإضافة إلى نشرها على موقع المجلة وتطبيق الهواتف، تجمع فصول المانغا في مجلدات تانكوبون من قبل دار نشر كودانشا، وحتى أغسطس 2021 سيكون لها 11 مجلد منشور.
| م. | الإصدار الياباني | الإصدار الياباني       | الإصدار الإنجليزي | الإصدار الإنجليزي      |
| م. | تاريخ الإصدار    | ردمك                   | تاريخ الإصدار     | ردمك                   |
| -- | ---------------- | ---------------------- | ----------------- | ---------------------- |
| 1  | 17 فبراير 2016   | ISBN 978-4-06-392514-2 | 29 يونيو 2021     | ISBN 978-1-646513-39-0 |
| 2  | 17 أكتوبر 2016   | ISBN 978-4-06-392550-0 | 31 أغسطس 2021     | ISBN 978-1-646513-40-6 |
| 3  | 16 يونيو 2017    | ISBN 978-4-06-392589-0 | 19 أكتوبر 2021    | ISBN 978-1-646513-41-3 |
| 4  | 16 فبراير 2018   | ISBN 978-4-06-510928-1 | 21 ديسمبر 2021    | ISBN 978-1-646513-42-0 |
| 5  | 17 أكتوبر 2018   | ISBN 978-4-06-513318-7 | 1 فبراير 2022     | ISBN 978-1-646513-43-7 |
| 6  | 17 يونيو 2019    | ISBN 978-4-06-515947-7 | 5 أبريل 2022      | ISBN 978-1-646513-44-4 |
| 7  | 17 فبراير 2020   | ISBN 978-4-06-518539-1 | —                 | —                      |
| 8  | 17 أغسطس 2020    | ISBN 978-4-06-520362-0 | —                 | —                      |
| 9  | 17 فبراير 2021   | ISBN 978-4-06-521947-8 | —                 | —                      |
| 10 | 17 أغسطس 2021    | ISBN 978-4-06-524136-3 | —                 | —                      |

### أنمي
أعلن يوم 7 أغسطس 2020 عن إنتاج أنمي تلفزيوني مبني على مانغا بيتش بوي ريفرسايد المعاد إنتاجها في ستوديو آساهي برودكشن، من إخراج «شيغيرو أويدا» ونصوص «كيئيتشرو أوتشي»، وكل من «ساتومي كوريتا» و«ماساتو كاتو» في تصميم الشخصيات، آلحان الموسيقى من قبل «تاكا-أكي ناكاهاشي».
بدأ عرض الأنمي على محطات طوكيو إم أكس، تلفزيون نيبون بي إس وأي تي إكس يوم 1 يوليو وإنتهى في 16 سبتمبر 2021 متكونًا من 12 حلقة، أغنية مقدمة الأنمي بعنوان «رحلة لولبية معتمة» من إنتاج كيو ميغاهيرتز [اليابانية] وتنفيذ يوكو سوزوهانا [الإنجليزية]، بينما أغنية نهاية الأنمي بعنوان «صوت أقدام خلال الليل» من أداء (ميتي نو هاناشي).
تم ترخيص السلسلة للعرض خارج آسيا لكرانشيرول، وفي جنوب وجنوب شرق آسيا لشركة ميديا لينك، كما عرض على قناة (أني-ون) على اليوتيوب لكنه متاح فقط للمشتركين في عضوية (أني-ون ألترا).

#### قائمة الحلقات
تم عرض الأنمي بإصدارين مختلفين، الأول بتسلسل عشوائي لأحداث القصة للعرض التلفزيوني بعنوان إصدار العرض (オンエア版، On'ea-ban)، والآخر بالتسلسل الصحيح للأحداث بعنوان الإصدر المتسلسل زمنيًا (時系列版، Jikeiretsu-ban) عُرض على خدمة دي-أنمي ستور [اليابانية] في اليابان.
| إصدار البث | الإصدار المتسلسل زمنيًا | العنوان                       | العنوان الأصلي                       | المخرج            | الكاتب                          | لوحة قصصية      | تاريخ العرض الأصلي | تاريخ الإصدار الأصلي |
| ---------- | ---------------------- | ----------------------------- | ------------------------------------ | ----------------- | ------------------------------- | --------------- | ------------------ | -------------------- |
| 1          | 2                      | «الأميرة السابقة ونصف الأرنب» | 元姫と卯人 Moto Hime to Ujin         | شيغيرو أويدا      | كيئيتشرو أوتشي                  | شيغيرو أويدا    | 1 يوليو 2021       | 8 يوليو 2021         |
| 2          | 3                      | «غيلان وبشر»                  | 鬼と人間 Oni to Ningen               | ماسايوكي إيمورا   | كيئيتشرو أوتشي                  | أكيرا أوغرو     | 8 يوليو 2021       | 15 يوليو 2021        |
| 3          | 9                      | «سالي ومفترق طرف»             | サリーと岐路 Sarī to Kiro            | ماساتو سوزوكي     | كيئيتشرو أوتشي                  | هيديتوشي نامورا | 15 يوليو 2021      | 26 أغسطس 2021        |
| 4          | 1                      | «الأميرة والخوخ»              | 姫と桃 Hime to Momo                  | أكيرا كوريموتو    | كيئيتشرو أوتشي                  | شيغيرو أويدا    | 22 يوليو 2021      | 1 يوليو 2021         |
| 5          | 7                      | «فراو ومصاص الدماء»           | フラウと吸血鬼 Furau to Kyūketsuki   | تاكا-أكي إيشياما  | كازوهيرو إينوكاي كيئيتشرو أوتشي | أكيرا أوغرو     | 29 يوليو 2021      | 12 أغسطس 2021        |
| 6          | 8                      | «كاروت وميليا»                | キャロットとミリア Kyarotto to Miria | هيسايا تاكاباياشي | كازوهيرو إينوكاي                | ياسوو إيجيما    | 5 أغسطس 2021       | 19 أغسطس 2021        |
| 7          | 4                      | «أعراق وإنتماءات»             | 種族と居場所 Shuzoku to Ibasho       | ماسايوكي إيمورا   | كيئيتشرو أوتشي                  | هيديتوشي نامورا | 12 أغسطس 2021      | 22 يوليو 2021        |
| 8          | 10                     | «رفيق ورفيق»                  | 仲間と仲間 Nakama to Nakama          | سوميتو ساساكي     | كازوهيرو إينوكاي                | أكيرا أوغرو     | 19 أغسطس 2021      | 2 سبتمبر 2021        |
| 9          | 12                     | «ميكوتو وميكوتو»              | ミコトとミコト Mikoto to Mikoto      | ماساتو سوزوكي     | كيئيتشرو أوتشي                  | تاكاهارو أوزاكي | 26 أغسطس 2021      | 16 سبتمبر 2021       |
| 10         | 11                     | «أطلال وضغينة»                | 戦禍と恨み Senka to Urami            | تاكا-أكي إيشياما  | كازوهيرو إينوكاي                | أكيرا أوغرو     | 2 سبتمبر 2021      | 9 سبتمبر 2021        |
| 11         | 5                      | «مثالية وواقع»                | 理想と現実 Risō to Genjitsu          | تاكاهيرو أوتسكا   | كازوهيرو إينوكاي                | هيديتوشي نامورا | 9 سبتمبر 2021      | 29 يوليو 2021        |
| 12         | 6                      | «قرار وإفتراق»                | 決意と別れ Ketsui to Wakare          | شيغيرو أويدا      | كيئيتشرو أوتشي                  | شيغيرو أويدا    | 16 سبتمبر 2021     | 5 أغسطس 2021         |

## طالع أيضًا
- أورينت (مانغا)
- قصة الهيكي (أنمي)
- تصنيف الملوك (مانغا)
- تاكت أوب
- إلى أبدك
- الأنمي في 2021

## روابط خارجية
- الموقع الرسمي للمانغا (باليابانية).
- الموقع الرسمي نسخة محفوظة 7 ديسمبر 2018 على موقع واي باك مشين. للمانغا المعاد إنتاجها (باليابانية).
- الموقع الرسمي للأنمي (باليابانية).
- بيتش بوي ريفرسايد  في شبكة أخبار الأنمي